# Amtsgericht Thedinghausen
Koordinaten: 52° 57′ 36,9″ N, 9° 1′ 42,5″ O
Das Amtsgericht Thedinghausen war ein deutsches Amtsgericht mit Sitz in Thedinghausen.

## Geschichte

### Von der Märzrevolution bis zu den Reichsjustizgesetzen
Im Herzogtum Braunschweig waren die Ämter gleichzeitig Verwaltungsbehörde als auch Eingangsgericht. In Thedinghausen bestand das Amt Thedinghausen. Im Rahmen der Märzrevolution wurde 1848 auch die Trennung der Rechtsprechung von der Verwaltung gefordert. Diese wurde mit dem Gesetz, die Gerichtsverfassung betreffend vom 21. August 1849 umgesetzt. Die Kreise waren nun reine Verwaltungsorgane, die Gerichtsfunktion wurde zum 1. Juli 1850 speziellen Gerichten übertragen. An der Spitze stand das Obergericht Braunschweig, darunter bestand ein Kreisgericht in jedem Kreis und die Eingangsgerichte wurden als Stadt- bzw. Amtsgericht bezeichnet. Für den Landkreis Braunschweig entstand so das Kreisgericht Braunschweig und darunter das Amtsgericht Thedinghausen als eines von 22 Amtsgerichten des Herzogtums. Der Sprengel des Amtsgerichts umfasste 1863 einen Flecken und 14 Dörfer mit 4513 Einwohnern.

### Ab 1879
Im Rahmen der Reichsjustizgesetze wurden reichsweit einheitlich Oberlandes-, Land- und Amtsgerichte gebildet. Im Herzogtum Braunschweig entstand so das Oberlandesgericht Braunschweig und die Landgerichte Braunschweig und Holzminden. Das Amtsgericht Thedinghausen blieb bestehen und war nun eines der 16 Amtsgerichte, die dem Landgericht Braunschweig zugeordnet waren. Am Gericht bestand 1880 eine Richterstelle. Das Amtsgericht war damit ein kleines Amtsgericht im Landgerichtsbezirk. Es wurden 4128 Gerichteingesessene gezählt.
Im Jahre 1956 wurde das Amtsgericht Thedinghausen aufgehoben und sein Sprengel dem Amtsgericht Achim zugeteilt.

## Amtsgerichtsgebäude
Das Amtsgerichtsgebäude (Am Burgplatz 6) wurde 1846/47 errichtet und steht unter Denkmalschutz.